# Tomopleura orientalis
Tomopleura orientalis är en snäckart som först beskrevs av Dell 1956.  Tomopleura orientalis ingår i släktet Tomopleura och familjen kägelsnäckor. Inga underarter finns listade i Catalogue of Life.